# Clara Bermejo
Clara Bermejo, née le 13 février 1981 à Madrid en (Espagne) est une joueuse espagnole professionnelle de basket-ball.

## Clubs
- 2005-2008 :  Perfumerias Avenida Salamanque
- 2008- :  Rivas Ecópolis

## Palmarès
- Coupe de la Reine : 2011, 2013[2]